# Vi bào tử

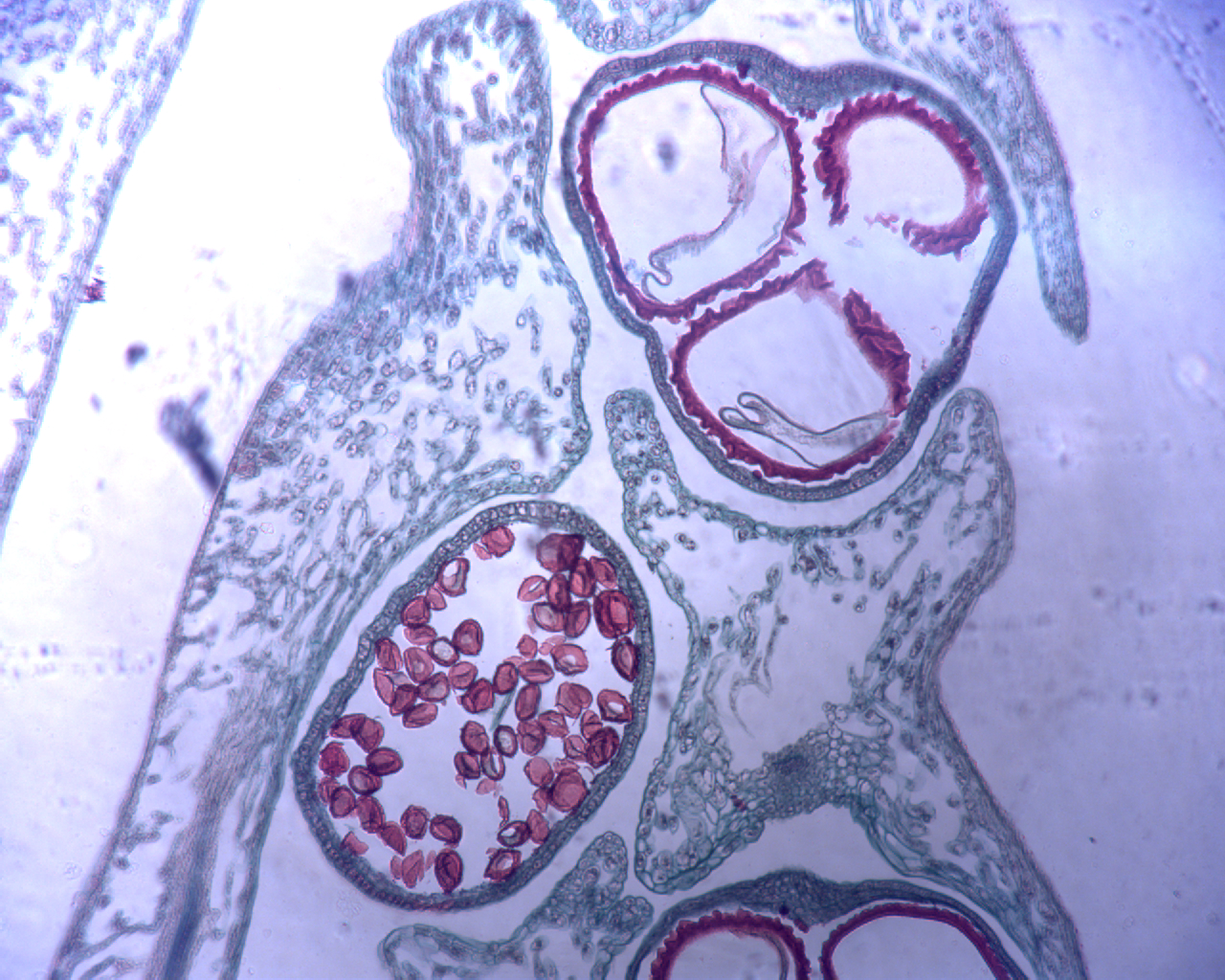
Ảnh hiển vi của các bào tử (màu đỏ) của Selaginella. Ba bào tử lớn ở trên cùng là các đại bào tử, trong khi đó những bào tử màu đỏ nhỏ hơn ở dưới là vi bào tử.

Vi bào tử là bào tử thực vật trên cạn phát triển thành thể giao tử đực, trong khi đó đại bào tử phát triển thành thể giao tử cái. Thể giao tử đực sản sinh ra tinh bào, thứ được sử dụng để thụ tinh cho một tế bào trứng, hình thành một hợp tử. Đại bào tử là các cấu trúc là một phần của sự xen kẽ thế hệ trong nhiều loài thực vật hoa ẩn có mạch không có hạt, tất cả các loài thực vật hạt trần và tất cả các loài thực vật có hoa. Các loại thực vật với vòng đời dị bào tử sử dụng vi bào tử và đại bào tử đã xuất hiện độc lập ở nhiều nhóm thực vật trong thời kì kỷ Devon. Vi bào tử là đơn bội, và được sản xuất ra từ các thể vi giao tử (tức thể giao tử đực) lưỡng bội bởi giảm phân.

## Hình thái
Vi bào tử có ba lớp vỏ khác nhau. Lớp ngoài cùng được gọi là perispore, tiếp theo là exospore, và lớp trong cùng gọi là nội bào tử. Perispore là lớp dày nhất trong ba lớp trong khi đó exospore và nội bào tử thì gần như có bề dày bằng nhau.

## Thực vật có hoa
Khi nhị của một cây có hoa phát triển, bốn mảng mô phát triển tách biệt khỏi khối tế bào chính. Những mảng mô này chứa nhiều tế bào thể vi giao tử lưỡng bội, mỗi cái trong đó sẽ trải qua giảm phân để sản sinh ra một nhóm bốn vi bào tử. Khi các vi bào tử được sản sinh ra thì bốn buồng (bao phấn) cũng sẽ xuất hiện. Sau khi giảm phân kết thúc, các vi bào tử lưỡng bội trải qua một số sự thay đổi.